# Tour de télévision de Qingdao

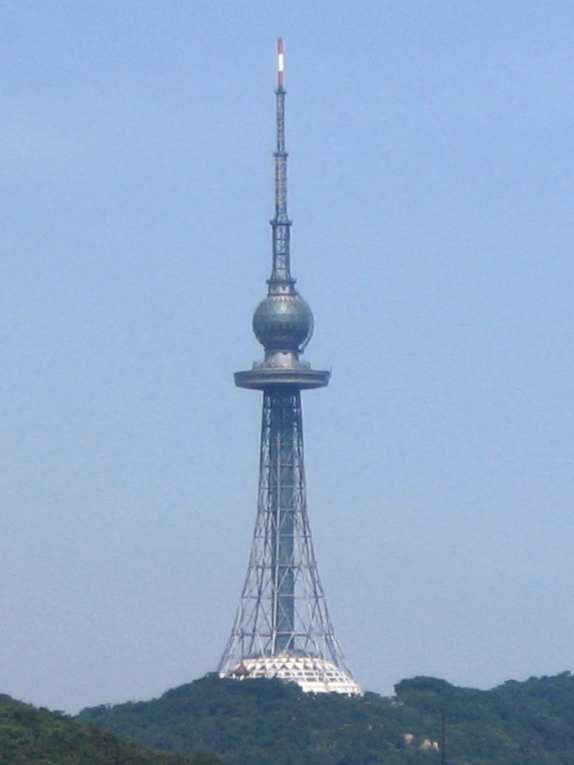
Tour TV de Qingdao

La tour de télévision de Qingdao (青岛电视塔, pinyin : Qīngdǎo diànshì tǎ) est une tour en acier d'une hauteur de 232 mètres située à Qingdao en Chine.
Construite en 1994, elle est pourvue, à 130 mètres au-dessus du sol d'un restaurant de forme sphérique. Sous ce restaurant se trouve une plateforme d'observation de 230 m2 avec une vue imprenable de 360° sur la ville en deux étages. Un fermé et vitré surmonté d'un second à l'air libre et protégé de la chute par des grilles et filets. Elle reprend en partie l’architecture de la tour Eiffel.